# Zegar szachowy

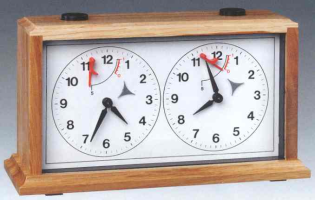
Klasyczny mechaniczny zegar szachowy

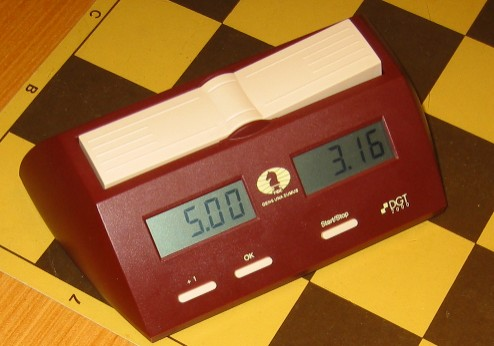
Elektroniczny zegar szachowy

Zegar szachowy – urządzenie służące do odmierzania czasu podczas gry w szachy, ale również innych gier planszowych z udziałem dwóch zawodników (np. warcaby, go).

## Historia
Od połowy XIX wieku do mierzenia czasu podczas partii szachowej używano klepsydr. Po raz pierwszy mechanizmów zegarowych użyto do tego celu w 1866 r. podczas meczu pomiędzy Adolfem Anderssenem a Wilhelmem Steinitzem (wykorzystano wówczas dwa oddzielne zwykłe zegary uruchamiane i zatrzymywane na przemian, po wykonaniu posunięcia przez danego gracza). Sposób ten stosowano przez kilkanaście lat, aż do wynalezienia na początku lat 80. XIX wieku przez Thomasa Brighta Wilsona pierwszego klasycznego zegara szachowego. Oficjalnie po raz pierwszy użyty on został w 1883 r. podczas turnieju w Londynie. Z biegiem lat zegar Wilsona był ulepszany przez innych konstruktorów; szczególne zasługi na tym polu miał przede wszystkim niemiecki zegarmistrz, Gustav Herzog. W 1899 r. H.D.B.Meijer z Amsterdamu wynalazł chorągiewkę, natomiast w 1900 r. kolejny Holender, Veenhoff z Groningen, wprowadził charakterystyczny dla szachowego zegara system dwuguzikowego przełącznika.
Pierwszy zegar elektroniczny skonstruowano w 1964 r. w Związku Radzieckim. Postęp techniki spowodował, iż w latach 70. XX wieku zegary te produkowane były już przez kilka firm europejskich, a z biegiem lat stały się coraz bardziej powszechne.

## Budowa zegara klasycznego
Urządzenie zawiera: dwa cyferblaty, dwa przyciski pozwalające przełączać dźwignię zegara, chorągiewki, po jednej na jednym cyferblacie. Gdy chorągiewka (zazwyczaj wykonana z metalu) spadnie, gracz przekroczył czas. Chorągiewka jest tak umieszczona, aby duża wskazówka ją „popychała”, w momencie gdy zbliża się do godziny dwunastej. Chorągiewka spada, gdy duża wskazówka znajduje się na godzinie dwunastej. Z tyłu zegara można ustawić czas dla danego zawodnika (każdy cyferblat ma osobne pokrętło regulujące czas).

## Zastosowanie w grze w szachy
Przed rozpoczęciem gry sprawdza się, czy obie części zegara działają, ewentualnie nakręca się każdą z części. Następnie ustawia się czas gry (taki sam dla obu zawodników na obu zegarach, ale można ustawić inny czas dla każdego z zawodników, co się wykorzystuje np. w symultanie). Jeżeli gra będzie się toczyć w czasie nie dłuższym niż 60 minut na każdego gracza – wystarczy ustawić dużą wskazówkę w odpowiedniej pozycji. Gdy zaś każdy z zawodników na rozegranie partii ma mieć więcej niż godzinę, wówczas należy od godziny oznaczającej upływ czasu (przyjmuje się, że jest to 6:00) odjąć określoną liczbę minut. Przykładowo: jeżeli każdy z graczy na całą partię ma 90 minut czasu, należy ustawić zegary na godzinę 4:30.
Po sprawdzeniu i ustawieniu zegarów, należy przycisk obu części zegarów wypoziomować (docisnąć do połowy) – powoduje to zatrzymanie urządzenia. W momencie rozpoczęcia gry, grający czarnymi przełącza zegar (naciska przycisk nad swoją częścią zegara) – powoduje to uruchomienie czasu gracza grającego białymi. Po wykonaniu ruchu – gracz ten naciska na swój przycisk – co z kolei powoduje uruchomienie zegara przeciwnika. I tak na przemian przez całą partię.
Zegar szachowy należy przełączać tą samą ręką, którą wykonywało się posunięcie szachowe. Na turniejach szachowych zabronione jest mocne uderzanie w zegar (co ma miejsce, gdy jeden zawodnik ma mało czasu i bardzo energicznie przełącza urządzenie). Po zakończeniu gry – należy wyłączyć zegar (wypoziomować oba przełączniki).

## Zegary elektroniczne
W związku z różnymi tempami szachowymi, konstruowane są zegary elektroniczne, które o wiele dokładniej odmierzają czas i pozwalają na granie takimi tempami, którymi nie dałoby się grać na zwykłych, mechanicznych zegarach (m.in. z opcją dodawania czasu po każdym wykonanym posunięciu).